# Бранко Калембер
Бранко Калембер (Сарајево, — 17. септембар 1926) је бивши југословенски фудбалер, и један од најзначајнијих играча Славије.
Срудент завршне године гимназије, био је један од најперспективнијих играча Славије у том времену. Играо је на позицији лијевог бека.
Играчка каријера, популарног Калета, је завршена на трагичан начин. Наиме, 17. септембра 1926. године Калембер је током ноћи устао у сну и пао кроз прозор. Бранко Калембер, је од задобијених повреда преминуо на лицу мјеста. Тако су Сарајево и фудбалски клуб Славија изгубили, великог играча. На посљедњем испраћају се окупило преко 6 000 људи, а у име Славије говор је одржао др. Остојић.
1926. година је била веома значајна за Славију, јер поред губитка дотадашњег најперспективнијег играча, те године, за јуниорски клуб је заиграо Славко Загорац, велико име југословенског фудбала, и један од симбола фудбалског клуба Славија.